# Sexton Blake
Sexton Blake er en stumfilm instrueret af Gunnar Helsengreen.